# Собор Різдва Пресвятої Богородиці (Батумі)
41°38′47″ пн. ш. 41°38′19″ сх. д. / 41.6464° пн. ш. 41.6386° сх. д.
Собор Різдва Пресвятої Богородиці (груз. ღვთისმშობლის შობის სახელობის საკათედრო ტაძარი) — кафедральний собор Батумської і Лазької єпархії Грузинської православної церкви в Батумі. Побудований як католицький храм у 1903 році коштом братів Зубалашвілі.

## Історія
Храм був збудований у 1898—1903 роках Степаном Зубалашвілі на згадку про покійну матір Єлизавету, яка просила побудувати в Батумі католицьку церкву. Степан запросив для будівництва художників та архітекторів з Італії . Усього будівництво обійшлося в 250 тисяч рублів .
У радянський період храм був під загрозою руйнування. Серед тих, хто виступав на його захист, був письменник Костянтин Гамсахурдія. У результаті будівля збереглася і в різні роки тут були лабораторія високої напруги, архів та інші державні установи.
У 1970-і роки храм було відреставровано, а в 1980-х — передано Грузинській православній церкві. 16 травня 1989 року католікос-патріарх Грузії Ілля II освятив храм, після чого відбулося хрещення близько 5 тисяч осіб.
Наказом міністра культури та охорони пам'яток № 3/31 від 21 лютого 2011 року собор внесено до списку об'єктів культурної спадщини, пам'яток історії та культури Батумі.
Нині храм є кафедральним собором Батумської та Лазької єпархії Грузинської православної церкви.

## Архітектура
Храм побудований з білого каменю у неоготичному стилі. Інтер'єр прикрашений червоним каменем та характерними для неоготичної архітектури синьо-золотими орнаментами .
У нішах праворуч і ліворуч від входу до храму встановлені скульптури святої Ніни та апостола Андрія Первозванного .

## Настоятели
- 1986—1992 Костянтин (Мелікідзе)
- 1992—1993 Христофор (Цамалаїдзе)
- 1993—1996 Іов (Акіашвілі)
- 1996 — н. в. Димитрій (Шіолашвілі)[2]